# Івано-Кувалат
Івано-Кувала́т (рос. Ивано-Кувалат, башк. Иван-Ҡыуәлат) — село у складі Зілаїрського району Башкортостану, Росія. Адміністративний центр Івано-Кувалатської сільської ради.
Населення — 430 осіб (2010; 499 в 2002).
Національний склад:
- росіяни — 74%